# Помезеу
Помезеу (рум. Pomezeu) — село у повіті Біхор в Румунії. Адміністративний центр комуни Помезеу.
Село розташоване на відстані 395 км на північний захід від Бухареста, 41 км на південний схід від Ораді, 99 км на захід від Клуж-Напоки, 140 км на північний схід від Тімішоари.

## Населення
За даними перепису населення 2002 року у селі проживали 169 осіб, з них 168 осіб (99,4%) румунів. Рідною мовою 168 осіб (99,4%) назвали румунську.